# Orscha
Orscha (belarussisch Орша;  russisch Орша; polnisch Orsza; belarussisch inoffiziell auch Ворша Worscha) ist eine am Dnepr (belarussisch Dnjapro) gelegene Industriestadt im Nordosten von Belarus in der Wizebskaja Woblasz mit 125.347 Einwohnern, gelegen etwa 50 km westlich der Grenze zu Russland. Sie ist administratives Zentrum des Rajon Orscha.

## Geschichte
In der Nähe von Orscha fand die 1514 nach der Stadt benannte Schlacht zwischen Polen-Litauen und dem Großfürstentum Moskau statt.
Während des Zweiten Weltkrieges wurde Orscha von deutschen Truppen am 16. Juli 1941 eingenommen. Die Besatzer errichteten ein Zwangsghetto für die jüdischen Bewohner der Stadt und der Umgebung. Am 26. und 27. November 1941 wurden 1800 Menschen von einer deutschen Kommandoeinheit ermordet.
1943 begannen deutsche Truppen in Orscha mit der Errichtung eines Führerhauptquartiers mit dem Decknamen Olga. Baubeginn war am 1. Juli 1943. Das Projekt wurde nicht fertiggestellt und nie als Führerhauptquartier genutzt. Die Gegend war jedoch ein wichtiger Standort der Luftwaffe. Nach Beginn der sowjetischen Großoffensive Operation Bagration am 21. Juni 1944 gehörte Orscha zu den ersten zurückeroberten Städten, nach tagelangen Kämpfen und fast völliger Zerstörung der Stadt.

## Wappen
Auf dem Wappen befindet sich auf blauem Grund ein silbernes Tatzenkreuz über einem liegenden goldfarbenen Halbmond.

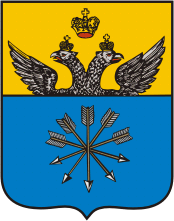
Wappen von 1781
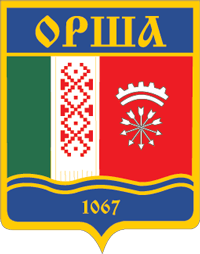
Wappen von 1967 (im Bild 1067)
Wappen heute

## Verkehr

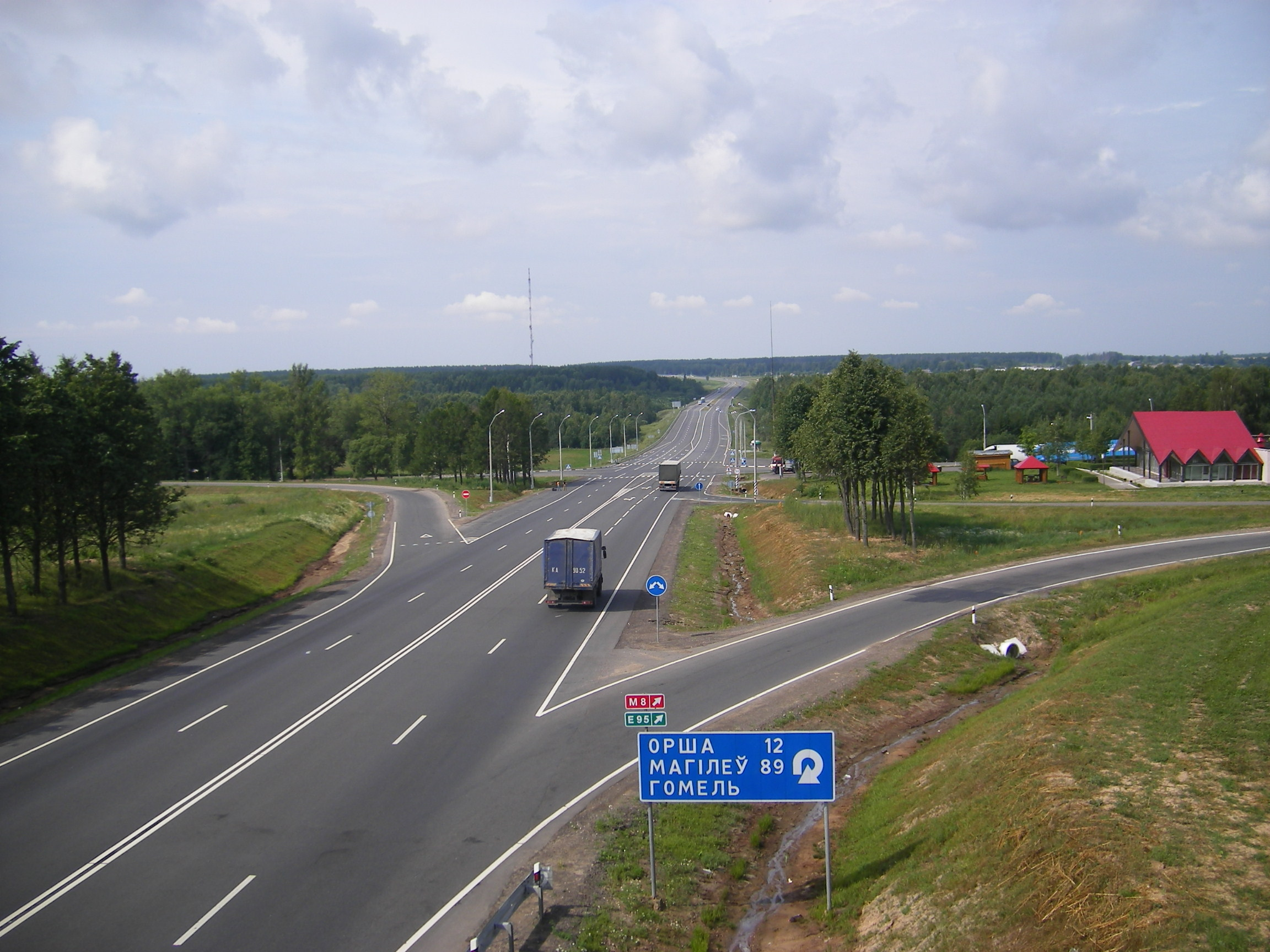
Blick auf die Fernstraße M1

Orscha ist ein Eisenbahnknotenpunkt mit Kreuzung der Haupteisenbahnstrecken Warschau – Minsk – Moskau und Sankt Petersburg – Schlobin (Homel/Kiew), wobei auch direkte Züge zwischen Sankt Petersburg und Minsk über Orscha verkehren. Eine Besonderheit dieses Eisenbahnknotens ist seine Vielzahl von planfrei verknüpften Verbindungsstrecken zwischen seinen drei Bahnhöfen.
Die Stadt liegt darüber hinaus an der Fernstraße Warschau – Minsk – Moskau, die Teil der Europastraße 30 ist. In Belarus trägt sie die Bezeichnung M 1. Diese Straße war im Deutsch-Sowjetischen Krieg als „Die Rollbahn“ bekannt. Im gleichnamigen Roman hat Heinz Konsalik den Kämpfen um Orscha ein literarisches Denkmal gesetzt.
Orscha ist der oberste Hafen, bis zu dem der Dnepr regelmäßig befahrbar ist; bei günstigem Wasser ist jedoch auch Dorogobusch erreichbar.

## Söhne und Töchter der Stadt
- Franciscus Kareu (1731–1802), Generaloberer der Jesuiten 1799–1802
- Lasar Poljakow (1842–1914), russischer Bankier
- Zalman David Levontin (1856–1940), Zionist und Finanzexperte
- Paul Philip Levertoff (1878–1954), Theologe und Judenmissionar
- Gerschon Schoffmann (1880–1972), Schriftsteller
- Marija Chwiliwizkaja (1892–1969), Kardiologin und Hochschullehrerin
- Dow Hoz (1894–1940), zionistischer Gewerkschafter und Flugpionier
- Lew Wygotski (1896–1934), sowjetischer Psychologe
- Mikola Sadkowitsch (1907–1968), sowjetischer Regisseur, Drehbuchautor, Schriftsteller und Kulturfunktionär
- Frida Wigdorowa (1915–1965), sowjetische Journalistin und Schriftstellerin
- Boris Sachartschenja (1928–2005), russischer Festkörperphysiker
- Sergei Wakar (1928–1998), sowjetisch-belarussischer Bildhauer
- Uladsimir Karatkewitsch (1930–1984), Schriftsteller
- Georgi Mondsolewski (1934–2024), sowjetisch-belarussischer Volleyballspieler
- Sergei Kopljakow (* 1959), sowjetischer Schwimmer
- Igor Schelesowski (1963–2021), Eisschnellläufer, olympischer Medaillengewinner
- Sjarhej Dalidowitsch (* 1973), Skilangläufer
- Pawel Sewjarynez (* 1976), Journalist und politischer Aktivist
- Aljaksandr Kuschynski (* 1979), Radrennfahrer
- Tatjana Scharakowa (* 1984), Radrennfahrerin
- Anton Puzila (* 1987), Fußballspieler
- Alina Talaj (* 1989), Hürdenläuferin
- Aleksandr Makarenko (* 1990), Gewichtheber
- Stanislau Baschkou (* 1991), Radrennfahrer
- Witali Parachonka (* 1993), Hürdenläufer
- Aljaksej Chadkewitsch (* 1994), Handballspieler
- Wjatschaslau Saldazenka (* 1994), Handballspieler

## Partnerstädte
Orscha listet folgende sieben Partnerstädte auf:
| Stadt                              | Land                    | seit |
| ---------------------------------- | ----------------------- | ---- |
| Bălți                              | Moldau                  | 1996 |
| Bondeno                            | Emilia-Romagna, Italien |      |
| Sapadnoje Degunino, Moskau         | Russland                |      |
| Krasnogwardeiski, Sankt Petersburg | Russland                |      |
| Mińsk Mazowiecki                   | Masowien, Polen         |      |
| Pernik                             | Bulgarien               | 2008 |
| Puschkino                          | Moskau, Russland        |      |
| Telšiai                            | Litauen                 | 2009 |
| Wjasma                             | Smolensk, Russland      |      |

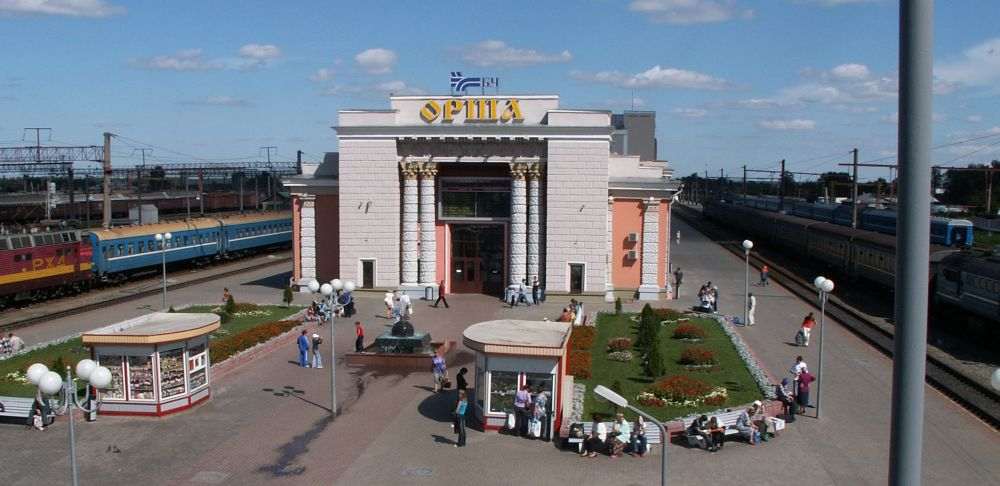
Hauptbahnhof von Orscha (2005)
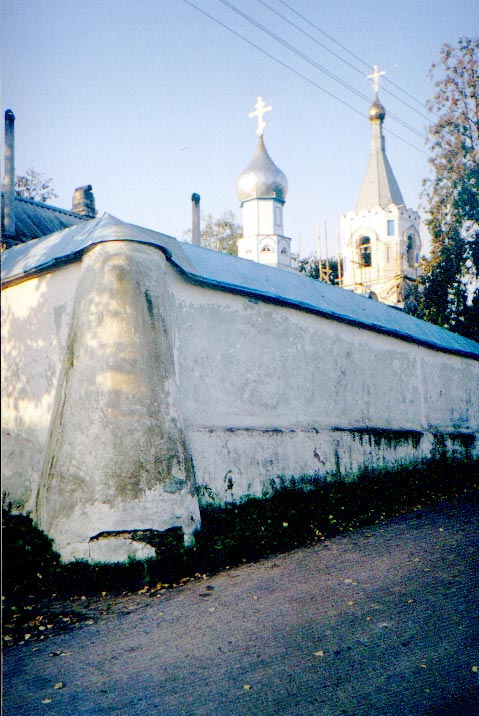
Orthodoxe Kirche in Orscha aus dem Jahr 1880 (2000)
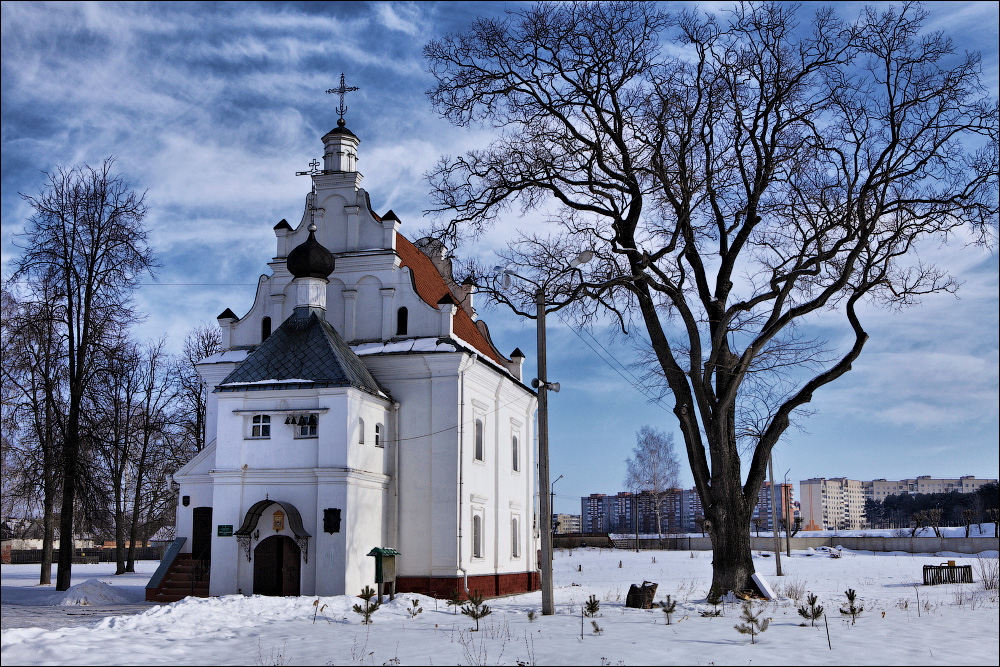
Orthodoxes Kloster (2009)
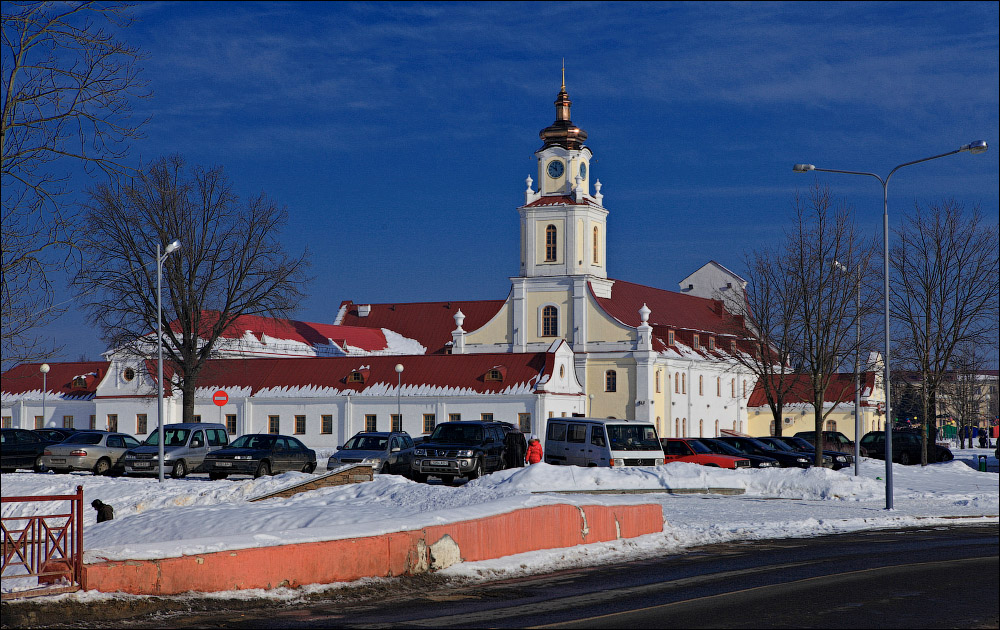
Römisch-katholisches Jesuitenkloster (2009)
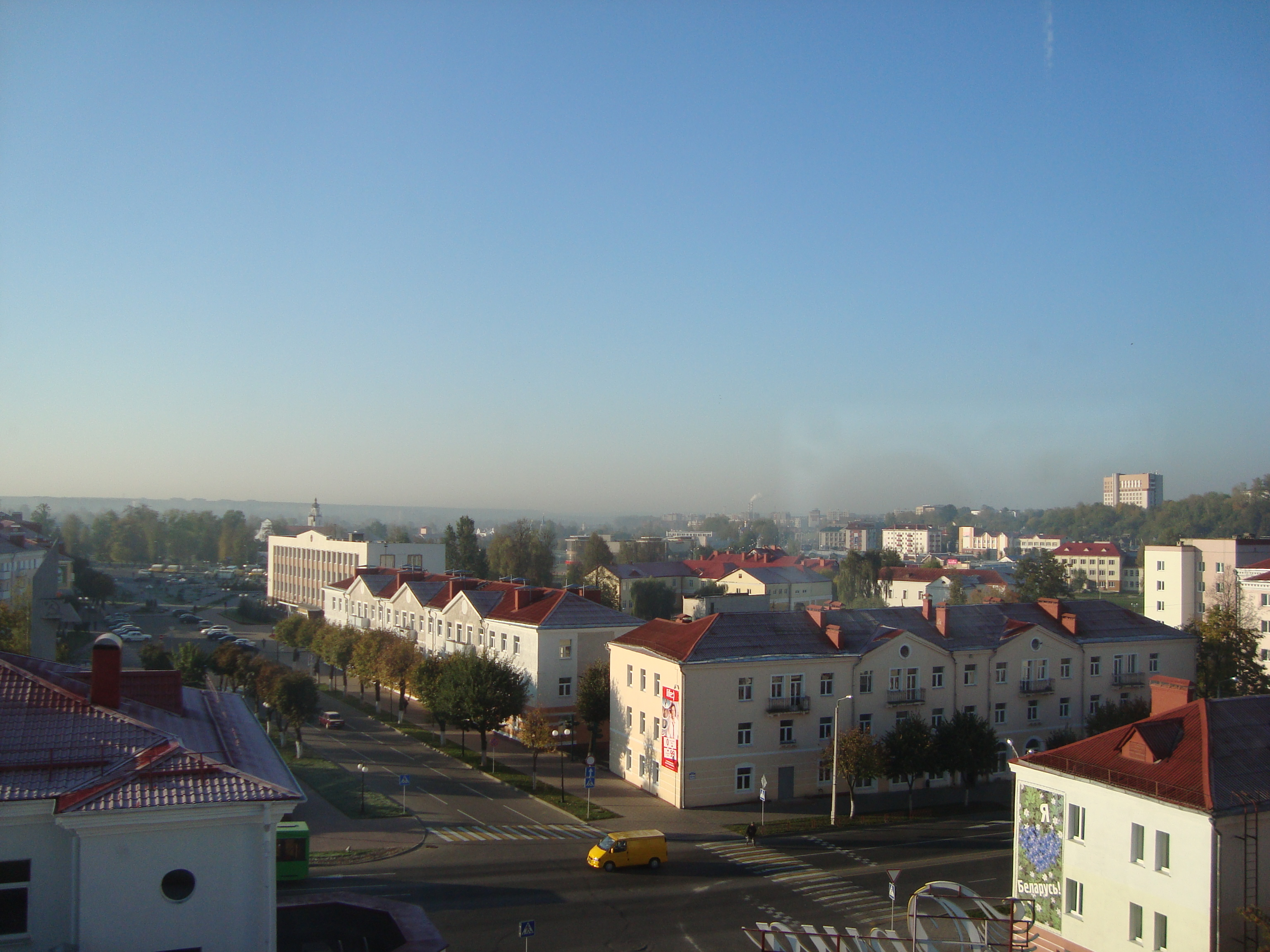
Straßenbild von Orscha (2010)
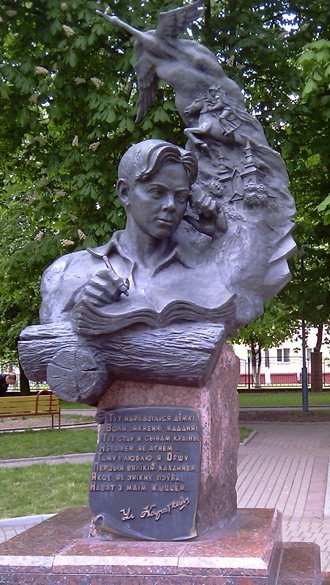
Denkmal für Uladsimir Karatkewitsch